# 羅大佑 (清朝)
羅大佑（1846年—1889年），清朝官員，号穀臣，江西九江府德化縣人。同治十年（1871年）辛未科進士。赴福建以知县即用，历任建安、惠安、永安、晋江、闽县等知县。

## 生平
羅大佑於光緒十四年（1888年）接替程起鶚，於台灣擔任台南府知府。管轄約今台灣南部之嘉義縣、嘉義市、台南市全境及高雄市部份區域。該區域面積約為4500平方公里，也是當時台灣島之漢人集中地所在之一。翌年，卒於任。清追赠太仆寺正卿。當地人民感其德，专建八角纪念亭一座，名“罗公亭”。